# マイトガイは死なず 小林旭回顧録
『マイトガイは死なず 小林旭回顧録』（マイトガイはしなず こばやしあきらかいころく）は、小林旭が執筆した回顧録。2024年刊。

## 内容
小林旭が、デビュー70周年に向けて、石原裕次郎、美空ひばり、高倉健らとの交遊などの芸能界の舞台裏を綴った回顧録。